# Alloretochus peruanicus
Alloretochus peruanicus är en dagsländeart som först beskrevs av Tomáš Soldán 1986.  Alloretochus peruanicus ingår i släktet Alloretochus och familjen slamdagsländor. Inga underarter finns listade i Catalogue of Life.